# César Loyola
Pour les articles homonymes, voir Loyola.
César Gerson Loyola Campos, né à Lima au Pérou le 13 septembre 1965, est un footballeur péruvien qui jouait au poste d'attaquant. Il est le père de Nilson Loyola, également footballeur.

## Biographie

### Carrière en club
Formé au Sporting Cristal, César Loyola y joue de 1981 à 1990. Sacré champion du Pérou à deux reprises en 1983 et 1988, il dispute  trois éditions de la Copa Libertadores en 1984, 1989 et 1990 (14 matchs en tout, trois buts marqués).
En 1990, il joue brièvement au Pumas UNAM du Mexique avant de revenir au Pérou s’enrôler au Deportivo Municipal. Il remporte avec ce club le Torneo Intermedio en 1993. Entre 1994 et 1995, il joue successivement  au Carlos A. Mannucci suivi du Deportivo Marsa. Il termine sa carrière en 1996 au Deportivo Pesquero. 

### Carrière en équipe nationale
International péruvien, César Loyola reçoit 11 sélections entre 1984 et 1989. Il dispute notamment la Copa América 1987 en Argentine. La même année, il est convoqué en équipe olympique pour prendre part au Tournoi pré-olympique de la CONMEBOL 1987. 

## Palmarès
| Sporting Cristal - Championnat du Pérou (2) : - Champion : 1983 et 1988. |  | Deportivo Municipal - Torneo Intermedio (1) : - Vainqueur : 1993. |